# Rajella bathyphila
Rajella bathyphila är en rockeart som först beskrevs av Holt och Byrne 1908.  Rajella bathyphila ingår i släktet Rajella och familjen egentliga rockor. IUCN kategoriserar arten globalt som livskraftig. Inga underarter finns listade i Catalogue of Life.